# 高橋淳之
高橋 淳之（たかはし あつゆき、1952年2月23日 - ）は、NHKの元アナウンサー。

## 人物
東京都立明正高等学校、電気通信大学卒業後、1975年入局。富山、北九州、浦和、福島、東京、広島、東京と勤務し情報番組のリポーターや、広島局アナウンス担当部長（現：専任部長）や東京アナウンス室次長などを歴任。
後にNHK放送研修センター・日本語センターへ出向となり、エグゼクティブアナウンサーから専門委員として主にアナウンスや朗読などの研修講師を行っている。
2011年、松本和也アナの休養で、徳田章アナが『NHKのど自慢』の司会に復帰した事情から、明石勇アンカーが第2・4日曜から第1・3・5日曜に移った後を受け、同年8月に『ラジオ深夜便』アンカーに就任。

## 現在の担当番組
- ラジオ深夜便（第2・4日曜→第5火曜）
- ラジオニュース

## 過去の担当番組
- FMリクエストアワー（浦和放送局時代）
- 生活ほっとモーニング（リポーター）

その他